# هنري غودمان
هنري غودمان (بالإنجليزية: Henry Goodman)‏ هو ممثل بريطاني، ولد في 23 أبريل 1950 في المملكة المتحدة. من الجوائز التي نالها جائزة لورنس أوليفيه.

## أعمال

### أفلام
- (1999) نوتينغ هيل[7][8][9]
- (2000) الليالي العربية
- (2005) الشارع الأخضر
- (2014) جندي الشتاء[10][11][12][13][14]
- (2015) عصر ألترون
- (2015) بيرنت[15][16]
- (2016) العثور على التاميرا
- (2018) الصياد القاتل

### مسلسلات
- العبقري
- الليالي العربية
- عملاء شيلد

## جوائز
- جائزة لورنس أوليفيه

## وصلات خارجية
- هنري غودمان على موقع IMDb (الإنجليزية)
- هنري غودمان على موقع ألو سيني (الفرنسية)
- هنري غودمان على موقع ميوزك برينز (الإنجليزية)
- هنري غودمان على موقع أول موفي (الإنجليزية)
- هنري غودمان على موقع قاعدة بيانات برودواي على الإنترنت (الإنجليزية)
- هنري غودمان على موقع قاعدة بيانات الأفلام السويدية (السويدية)
- هنري غودمان على موقع أول ميوزيك (الإنجليزية)
- هنري غودمان على موقع ديسكوغز (الإنجليزية)
- هنري غودمان على موقع قاعدة بيانات الفيلم (الإنجليزية)
- هنري غودمان على موقع كينوبويسك (الروسية)